# Pluvier à collier interrompu
Anarhynchus alexandrinus
Espèce
Synonymes
- Charadrius cantianus Latham, 1801
- Charadrius elegans Reichenow, 1904
- Charadrius alexandrinus (protonyme)

Répartition géographique
Statut de conservation UICN

 LC  : Préoccupation mineure
Le Pluvier à collier interrompu (Anarhynchus alexandrinus) ou Gravelot à collier interrompu, est une espèce de petits oiseaux limicoles appartenant à la famille des Charadriidae.

## Répartition
Cette espèce se reproduit sur les côtes d'une grande partie de l'Europe, nichant sur la haute plage et la dune embryonnaire, et déposant ses œufs mouchetés à même le sable d'avril à juin. Elle se rencontre notamment en Arménie, autour du lac Arpi.
Le pluvier à collier interrompu est un oiseau migrateur.

## Alimentation
Le pluvier se nourrit d'animaux dans les sables des plages à marée basse, notamment dans les laisses de mer (mollusques, vers, crustacés, insectes).

## Nidification

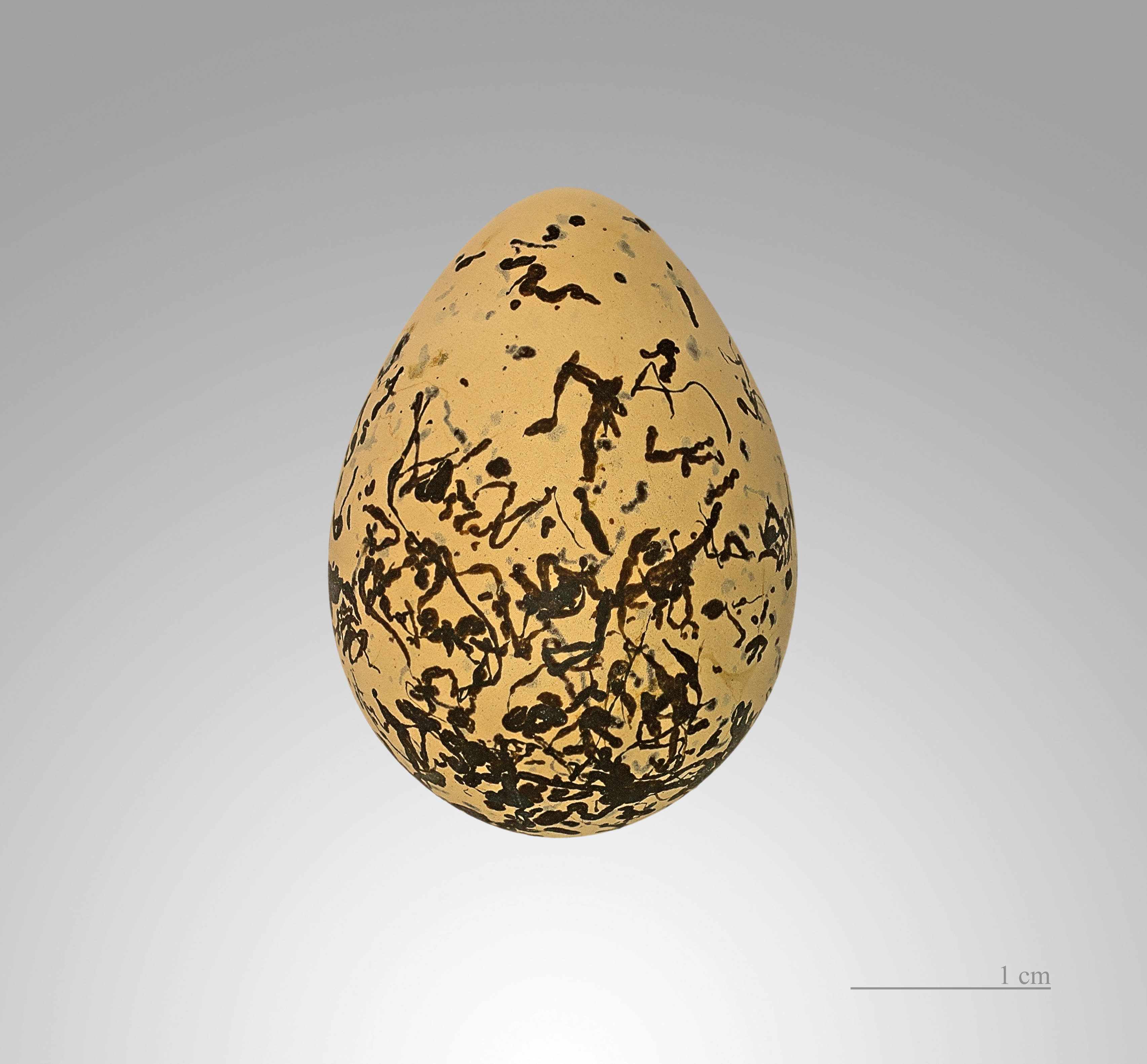
Œuf de Pluvier à collier interrompu - Muséum de Toulouse

La femelle pond 3 œufs (dotés d'un mimétisme de couleur sable) sur la plage. Les deux parents couvent les œufs durant 26 à 32 jours. Il existe fréquemment une ponte de remplacement en juillet. Une fois les œufs pondus, si la mère est dérangée pendant qu'elle échauffe ou nourrit ses petits, elle tente d'éloigner l'intrus par la tactique de diversion dite de l'aile cassée c'est-à-dire en imitant un oiseau blessé. Si la manœuvre échoue, les parents émettent des cris d’alerte enjoignant à leurs petits de se plaquer au sol et de rester immobiles.
Ainsi, la reproduction de l'espèce est rendue difficile dans les zones côtières comme, entre autres, l'Ile d'Oleron où l'augmentation de l'affluence de la population humaine sur les plages en été et le nettoyage mécanisé menacent directement l'habitat des couples nicheurs. Sur le territoire français, l'espèce est classée vulnérable.

## Systématique
L'espèce Anarhynchus alexandrinus a été décrite par le naturaliste suédois Carl von Linné en 1758.

### Sous-espèces
D'après la classification de référence (version 14.1, 2024) de l'Union internationale des ornithologues, le Pluvier à collier interrompu possède 3 sous-espèces (ordre philogénique) :
- Anarhynchus alexandrinus alexandrinus (Linnaeus, 1758) — paléarctique et littoraux boréaux de l'écozone afrotropicale ;
- Anarhynchus alexandrinus nihonensis (Deignan, 1941) — Manchourie, Sakhaline, Kouriles, Japon, archipel Nansei et Taïwan ;
- Anarhynchus alexandrinus seebohmi (Hartert & Jackson, AC, 1915) — sud-est de l'Inde et Sri Lanka.

Trois autres sous-espèces ont été placées autrefois dans cette espèce. Les ornithologues considèrent qu'elles appartiennent à deux autres espèces. A. a. nivosus (Cassin, 1858) et A. a. occidentalis (Cabanis, 1872) ont été séparé pour former le Pluvier neigeux (Anarhynchus nivosus).
A. a. dealbatus (Swinhoe 1870) a été séparé pour former le Pluvier de Swinhoe (Anarhynchus dealbatus).

### Taxonomie
Synonymes :
- Charadrius cantianus Latham, 1801
- Charadrius elegans Reichenow, 1904
- Charadrius alexandrinus